# Josef Stadelmann

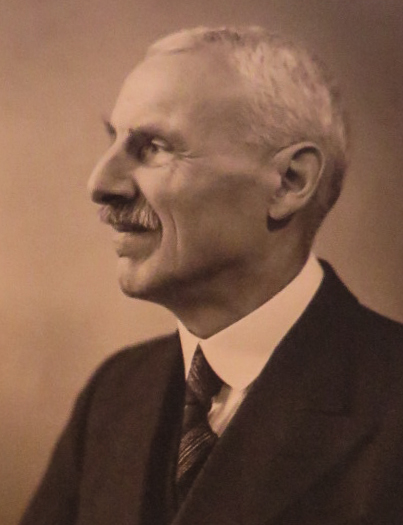
Josef Stadelmann, St. Gallen

Josef Stadelmann (* 29. September 1885 in St. Gallen; † 23. Januar 1969 ebenda) war ein Schweizer Bankdirektor.

## Leben
Josef Stadelmann wuchs im Quartier Heiligkreuz der Stadt St. Gallen auf. Er besuchte die Katholische Kantonssekundarschule in St. Gallen, absolvierte anschliessend eine Banklehre bei Brettauer & Co und begann seine Berufstätigkeit bei der Genossenschaftsbank in St. Gallen. Dort lernte er die Raiffeisenkassen kennen, welche in mehreren Dörfern der Schweiz ihre Tätigkeit aufgenommen hatten. Die Genossenschaftsbank erledigte für solche Kassen die Buchhaltung und teilweise auch die Revision. Die Raiffeisenkassen schlossen sich zu einem Verband zusammen und stellten 1912 Stadelmann als ersten Generalsekretär und Generalrevisor des Verbandes ein. Die nächsten 40 Jahre baute Stadelmann als erster Direktor des Verbandes schweizerischer Darlehenskassen eine leistungsfähige zentrale Organisation für die seit 1974 wieder Raiffeisenkassen genannten Institute in der Schweiz auf, der heute in ihrer Gesamtheit drittgrössten Bank der Schweiz.
Stadelmann heiratete 1922 Rosa Wiesli. Die Ehe blieb kinderlos. Anstelle zog das Ehepaar Stadelmann die Pflegekinder Emil und Annemarie Huber gross, welche sehr früh ihre Eltern verloren hatten. Der Komponist Paul Huber als weiterer Bruder wuchs bei einer andern Pflegefamilie im Toggenburg auf.

## Wirken
Stadelmann arbeitete zu Beginn seiner Tätigkeit ab 1912 für die Raiffeisenkassen von zuhause aus, weil der Verband noch über keinerlei Infrastruktur in St. Gallen verfügte. Seine Schwester Emma war damals die einzige Hilfskraft, um die bereits 154 Kassen zu betreuen. Erschwert wurde die Banktätigkeit durch den Aktivdienst Stadelmanns während des Ersten Weltkrieges. Ab 1918 konnten Büroräumlichkeiten in der Stadt St. Gallen bezogen und das Team erweitert werden.
Schwester Emma Stadelmann heiratete Johann Heuberger, welcher ab 1917 ebenfalls für das Verbandssekretariat von Raiffeisen in St. Gallen tätig wurde und ab 1934 als Direktor der Revisionsabteilung wirkte.
In den folgenden 40 Jahren wurde durch Stadelmann als Direktor die Verbandszentrale mit den Funktionen Geldausgleichsstelle, Girozentrale, Liquiditätssicherstellung, Anlage von freien Mitteln sowie Revision der Mitgliedskassen etabliert.  
Stadelmann gründete für die Verbandsmitglieder eine eigene Pensionskasse.
Bei seiner Pensionierung im Jahr 1953 leitete Stadelmann mit nur 67 Angestellten in der Verbandszentrale 969 lokale Raiffeisenkassen, welche weiterhin als Genossenschaften organisiert sind.